# ITF Women’s Circuit 2012 (April–Juni)
In den folgenden Tabellen werden die Tennisturniere des zweiten Quartals des ITF Women’s Circuit 2012 dargestellt.

## Turnierplan
| Kategorien |
| ---------- |
| $100.000   |
| $75.000    |
| $50.000    |
| $25.000    |
| $15.000    |
| $10.000    |

### April
| Datum 1 | Turnierort                | Siegerin Einzel           | Siegerinnen Doppel                            |
| ------- | ------------------------- | ------------------------- | --------------------------------------------- |
| 02.04.  | Tessenderlo               | Maryna Zanevska           | Demi Schuurs Maryna Zanevska                  |
| 02.04.  | Jackson                   | Heidi El Tabakh           | Jelena Bowina Tereza Mrdeža                   |
| 02.04.  | Torent                    | Andrea Lázaro García      | Yvonne Cavallé Reimers Isabel Rapisarda Calvo |
| 02.04.  | Iraklio                   | Silvia Njirić             | Martina Borecká Petra Krejsová                |
| 02.04.  | Antalya                   | Anna Karolína Schmiedlová | Lu Jiajing Lu Jiaxiang                        |
| 02.04.  | Ribeirão Preto            | Beatriz Haddad Maia       | Fernanda Brito Raquel Piltcher                |
| 02.04.  | Villa María               | Vanesa Furlanetto         | Patricia Kú Flores Daniela Seguel             |
| 02.04.  | Šibenik                   | Indire Akiki              | Sofija Kowalez Hilda Melander                 |
| 02.04.  | Manama                    | Lou Brouleau              | Abbie Myers Anna Tyulpa                       |
| 02.04.  | Algier                    | Conny Perrin              | Alexandra von Schmidt Alina Wessel            |
| 09.04.  | Wenshan                   | Hsieh Shu-wei             | Hsieh Su-ying Hsieh Su-wei                    |
| 09.04.  | Pelham                    | Heidi El Tabakh           | Julie Coin Marie-Ève Pelletier                |
| 09.04.  | Hvar                      | Tereza Smitková           | Martina Kubičíková Tereza Smitková            |
| 09.04.  | Antalya                   | Nicole Melichar           | Hülya Esen Lütfiye Esen                       |
| 09.04.  | Iraklio                   | Silvia Njirić             | Martina Borecká Petra Krejsová                |
| 09.04.  | Caracas                   | Jennifer Elie             | Lauren Albanese Zuzana Zlochová               |
| 09.04.  | Villa del Dique           | Daniela Seguel            | Vanesa Furlanetto Aranza Salut                |
| 09.04.  | Fujairah                  | Fatma Al Nabhani          | Jana Sisikowa Anna Zaja                       |
| 09.04.  | Pomezia                   | Aljaksandra Sasnowitsch   | Bianca Botto Teliana Pereira                  |
| 09.04.  | Tlemcen                   | Danka Kovinić             | Alexandra von Schmidt Alina Wessel            |
| 16.04.  | Dothan                    | Camila Giorgi             | Eugenie Bouchard Jessica Pegula               |
| 16.04.  | Civitavecchia             | María Teresa Torró Flor   | Elena Bogdan Raluca Olaru                     |
| 16.04.  | Namangan                  | Olga Putschkowa           | Oksana Kalaschnikowa Marta Sirotkina          |
| 16.04.  | Bol                       | Anaïs Laurendon           | Nicole Clerico Anaïs Laurendon                |
| 16.04.  | Les Franqueses del Vallès | Ksenija Mileuskaja        | Carolin Daniels Jewgenija Paschkowa           |
| 16.04.  | Iraklio                   | Alice Savoretti           | Petra Krejsová Silvia Njirić                  |
| 16.04.  | Antalya                   | Jana Butschina            | Nicola Geuer Janina Toljan                    |
| 16.04.  | Caracas                   | Jennifer Elie             | María Andrea Cárdenas Jennifer Elie           |
| 16.04.  | Arequipa                  | Karolina Nowak            | Erin Clark Ingrid Várgas Calvo                |
| 16.04.  | Villa del Dique           | Daniela Seguel            | Luciana Sarmenti Daniela Seguel               |
| 16.04.  | Maskat                    | Anna Zaja                 | Kyra Shroff Jana Sisikowa                     |
| 23.04.  | Charlottesville           | Melanie Oudin             | Maria Sanchez Yasmin Schnack                  |
| 23.04.  | Caracas                   | Adriana Pérez             | Mailen Auroux María Irigoyen                  |
| 23.04.  | Tunis                     | Sandra Zaniewska          | Elena Bogdan Raluca Olaru                     |
| 23.04.  | Vic                       | Ksenija Mileuskaja        | Jewgenija Paschkowa Isabella Schinikowa       |
| 23.04.  | Bournemouth               | Jade Windley              | Carolin Daniels Dejana Raickovic              |
| 23.04.  | Antalya                   | Jelisaweta Kulitschkowa   | Oksana Kalaschnikowa Sopia Kwazabaia          |
| 23.04.  | San Severo                | Anastasia Grymalska       | Anastasia Grymalska Teodora Mirčić            |
| 23.04.  | Andijan                   | Sabina Sharipova          | Albina Xabibulina Anastassija Wassyljewa      |
| 23.04.  | São Paulo                 | Gabriela Paz              | Ana Clara Duarte Gabriela Paz                 |
| 23.04.  | Lurigancho-Chosica        | Ana Sofía Sánchez         | Liz Tatiane Koehler Bogarin Isabella Robbiani |
| 23.04.  | Rethymno                  | Dana Machálková           | Petra Krejsová Silvia Njirić                  |
| 30.04.  | Indian Harbour Beach      | Grace Min                 | Maria Fernanda Alves Jessica Moore            |
| 30.04.  | Gifu                      | Kimiko Date-Krumm         | Jessica Pegula Zheng Saisai                   |
| 30.04.  | Chiasso                   | Amra Sadiković            | Darja Gawrilowa Irina Chromatschowa           |
| 30.04.  | Moskau                    | Margarita Gasparjan       | Paula Kania Palina Pechawa                    |
| 30.04.  | Shymkent                  | Sabina Kurbanova          | Albina Xabibulina Anastassija Wassyljewa      |
| 30.04.  | Wiesbaden                 | Anna Danilina             | Laura Siegemund Caitlin Whoriskey             |
| 30.04.  | Antalya                   | Nicole Melichar           | Yuka Mori Kaori Onishi                        |
| 30.04.  | Edinburgh                 | Quirine Lemoine           | Eva Wacanno Karolina Wlodarczak               |
| 30.04.  | Jakarta                   | Wang Yafan                | Lu Jiajing Lu Jiaxiang                        |
| 30.04.  | São José dos Campos       | Gabriela Paz              | María Fernanda Álvarez Terán Gabriela Paz     |
| 30.04.  | Trujillo                  | Anastasia Kharchenko      | Nadia Echeverría Alam Elizabeth Ferris        |

### Mai
| Datum 1 | Turnierort                                                          | Siegerin Einzel           | Siegerinnen Doppel                         |
| ------- | ------------------------------------------------------------------- | ------------------------- | ------------------------------------------ |
| 07.05.  | Cagnes-sur-Mer Open GDF Suez de Cagnes-sur-Mer Alpes-Maritimes 2012 | Julija Putinzewa          | Alexandra Panowa Urszula Radwańska         |
| 07.05.  | Fukuoka                                                             | Casey Dellacqua           | Monique Adamczak Stephanie Bengson         |
| 07.05.  | Raleigh                                                             | Grace Min                 | Gabriela Dabrowski Marie-Ève Pelletier     |
| 07.05.  | Tarakan                                                             | Lu Jiajing                | Chiaki Okadaue Yurika Sema                 |
| 07.05.  | Rosario                                                             | Teliana Pereira           | Teliana Pereira Nicole Rottmann            |
| 07.05.  | Brasilia                                                            | Gabriela Paz              | María Fernanda Álvarez Terán Gabriela Paz  |
| 07.05.  | Almaty                                                              | Ksenija Kirillowa         | Sabina Sharipova Jekaterina Jaschina       |
| 07.05.  | Båstad                                                              | Eugenie Bouchard          | Sandra Roma Eveliina Virtanen              |
| 07.05.  | Florenz                                                             | Anaïs Laurendon           | Gioia Barbieri Andreea Văideanu            |
| 07.05.  | Istanbul                                                            | Başak Eraydın             | Başak Eraydın Melis Sezer                  |
| 07.05.  | Bad Saarow                                                          | Anna Karolína Schmiedlová | Martina Borecká Simona Dobrá               |
| 07.05.  | Neu-Delhi                                                           | Lee Pei-chi               | Rushmi Chakravarthi Ankita Raina           |
| 14.05.  | Prag Sparta Prague Open 2012                                        | Lucie Šafářová            | Alizé Cornet Virginie Razzano              |
| 14.05.  | Saint-Gaudens                                                       | Mariana Duque             | Wesna Dolonz Irina Chromatschowa           |
| 14.05.  | Kurume                                                              | Zheng Saisai              | Han Xinyun Sun Shengnan                    |
| 14.05.  | Fergana                                                             | Donna Vekić               | Ljudmyla Kitschenok Nadija Kitschenok      |
| 14.05.  | Casablanca                                                          | Arantxa Parra Santonja    | Olha Sawtschuk Renata Voráčová             |
| 14.05.  | Caserta                                                             | Bianca Botto              | Katarzyna Piter Romana Tabák               |
| 14.05.  | Moskau                                                              | Margarita Gasparjan       | Walentina Iwachnenko Kateryna Koslowa      |
| 14.05.  | Landisville                                                         | Piia Suomalainen          | Macall Harkins Chieh-Yu Hsu                |
| 14.05.  | Istanbul                                                            | Quirine Lemoine           | Başak Eraydın İpek Soylu                   |
| 14.05.  | Båstad                                                              | Eugenie Bouchard          | Sandra Roma Eveliina Virtanen              |
| 14.05.  | Rosario                                                             | Ana Sofía Sánchez         | Tatiana Búa Camila Silva                   |
| 21.05.  | Astana                                                              | Ljudmyla Kitschenok       | Walentina Iwachnenko Kateryna Koslowa      |
| 21.05.  | Changwon                                                            | Duan Yingying             | Liu Wanting Xu Yifan                       |
| 21.05.  | Brescia                                                             | Anna Karolína Schmiedlová | Corinna Dentoni Diāna Marcinkēviča         |
| 21.05.  | Karuizawa                                                           | Marta Sirotkina           | Hsieh Shu-ying Kumiko Iijima               |
| 21.05.  | Sumter                                                              | Louisa Chirico            | Jan Abaza Nicola Slater                    |
| 21.05.  | Timișoara                                                           | Andreea Mitu              | Teodora Mirčić Andreea Mitu                |
| 21.05.  | Getxo                                                               | Amanda Carreras           | Benedetta Davato Federica Quercia          |
| 21.05.  | Neu-Delhi                                                           | Rishika Sunkara           | Rushmi Chakravarthi Ankita Raina           |
| 21.05.  | Izmir                                                               | Başak Eraydın             | Natalia Siedliska Sylwia Zagórska          |
| 21.05.  | Ra'anana                                                            | Ofri Lankri               | Ester Masuri Ekaterina Tour                |
| 21.05.  | Velenje                                                             | Anna-Lena Friedsam        | Anna-Lena Friedsam Vanda Lukács            |
| 28.05.  | Sacramento                                                          | Maria Sanchez             | Asia Muhammad Yasmin Schnack               |
| 28.05.  | Gimcheon                                                            | Duan Yingying             | Hu Yueyue Xu Yifan                         |
| 28.05.  | Grado                                                               | Maria Elena Camerin       | Margalita Chakhnashvili Ekaterine Gorgodse |
| 28.05.  | Maribor                                                             | Anna-Lena Friedsam        | Elena Bogdan Kathrin Wörle                 |
| 28.05.  | Přerov                                                              | Andreea Mitu              | Nikola Fraňková Tereza Hladíková           |
| 28.05.  | Hilton Head Island                                                  | Mayo Hibi                 | Anamika Bhargava Sylvia Krywacz            |
| 28.05.  | Qarsh                                                               | Ksenija Mileuskaja        | Darja Lebeschawa Jekaterina Jaschina       |
| 28.05.  | Arad                                                                | Lina Gjorcheska           | Lina Gjorcheska Viktória Maľová            |
| 28.05.  | Cantanhede                                                          | Charlène Seateun          | Margarida Moura Joana Valle Costa          |
| 28.05.  | Trabzon                                                             | Margarita Lasarewa        | Margarita Lasarewa Abbie Myers             |
| 28.05.  | Warschau                                                            | Chantal Škamlová          | Elyne Boeykens Caitlin Whoriskey           |

### Juni
| Datum 1 | Turnierort                                | Siegerin Einzel           | Siegerinnen Doppel                       |
| ------- | ----------------------------------------- | ------------------------- | ---------------------------------------- |
| 04.06.  | Nottingham AEGON Trophy 2012/Damen        | Urszula Radwańska         | Eleni Daniilidou Casey Dellacqua         |
| 04.06.  | Zlín                                      | María Teresa Torró Flor   | Eliza Kostowa Jasmina Tinjić             |
| 04.06.  | Qarshi                                    | Nadija Kitschenok         | Walentina Iwachnenko Kateryna Koslowa    |
| 04.06.  | El Paso                                   | Marie-Ève Pelletier       | Sanaz Marand Ashley Weinhold             |
| 04.06.  | Santos                                    | Ana Clara Duarte          | Eduarda Piai Karina Venditti             |
| 04.06.  | Amarante                                  | Virginie Ayassamy         | Ivette López Nuria Párrizas Díaz         |
| 04.06.  | Ağrı                                      | Başak Eraydın             | Alexandra von Schmidt Chantal Škamlová   |
| 04.06.  | Taipeh                                    | Nungnadda Wannasuk        | Kao Shao-yuan Lee Hua-chen               |
| 04.06.  | Sarajevo                                  | Camelia Hristea           | Barbara Bonić Neda Koprčina              |
| 11.06.  | Marseille Open GDF Suez de Marseille 2012 | Lourdes Domínguez Lino    | Séverine Beltrame Laura Thorpe           |
| 11.06.  | Craiova                                   | María Teresa Torró Flor   | Renata Voráčová Lenka Wienerová          |
| 11.06.  | Nottingham                                | Ashleigh Barty            | Ashleigh Barty Sally Peers               |
| 11.06.  | Buxoro                                    | Sarina Dijas              | Ljudmyla Kitschenok Nadija Kitschenok    |
| 11.06.  | Padua                                     | Anna-Lena Friedsam        | Gioia Barbieri Anastasia Grymalska       |
| 11.06.  | Erzincan                                  | Chantal Škamlová          | Chantal Škamlová Alina Wessel            |
| 11.06.  | Jablonec nad Nisou                        | Klára Fabíková            | Wiktorija Kan Kateřina Siniaková         |
| 11.06.  | Meppel                                    | Ysaline Bonaventure       | Ysaline Bonaventure Nicolette van Uitert |
| 11.06.  | Tokio                                     | Nao Hibino                | Maiko Inoue Kaori Onishi                 |
| 11.06.  | Bethany Beach                             | Vojislava Lukić           | Jacqueline Cako Sanaz Marand             |
| 18.06.  | Goyang                                    | Duan Yingying             | Liu Wanting Sun Shengnan                 |
| 18.06.  | Montpellier                               | Séverine Beltrame         | Séverine Beltrame Laura Thorpe           |
| 18.06.  | Lenzerheide                               | Aleksandra Krunić         | Aleksandra Krunić Ana Vrljić             |
| 18.06.  | Kristinehamn                              | Sacha Jones               | Jelena Bowina Walerija Solowjowa         |
| 18.06.  | Köln                                      | Julia Kimmelmann          | Julia Mayr Dalia Zafirova                |
| 18.06.  | Istanbul                                  | Yuliya Kalabina           | Beatriz Maria Martins Cecato Abbie Myers |
| 18.06.  | Craiova                                   | Sabina Lupu               | Camelia Hristea Alice-Andrada Radu       |
| 18.06.  | Williamsburg                              | Vojislava Lukić           | Laura Deigman Julia Moriarty             |
| 18.06.  | Mie                                       | Nao Hibino                | Hiroko Kuwata Yuuki Tanaka               |
| 18.06.  | Niš                                       | Natalija Kostić           | Hülya Esen Lütfiye Esen                  |
| 18.06.  | Neu-Delhi                                 | Ankita Raina              | Aishwarya Agrawal Ankita Raina           |
| 18.06.  | Alkmaar                                   | Kristína Kučová           | Elyne Boeykens Caitlin Whoriskey         |
| 18.06.  | Campobasso                                | Federica di Sarra         | Federica di Sarra Giulia Pairone         |
| 18.06.  | Madrid                                    | Laura Schäder             | Tatiana Búa Melina Ferrero               |
| 18.06.  | Scharm asch-Schaich                       | Venise Chan               | Sabrina Bamburac Barbara Bonić           |
| 25.06.  | Incheon                                   | Chan Chin-wei             | Liang Chen Sun Shengnan                  |
| 25.06.  | Périgueux                                 | Irina Chromatschowa       | Mailen Auroux María Irigoyen             |
| 25.06.  | Stuttgart-Vaihingen                       | Kateryna Koslowa          | Sandra Klemenschits Tatjana Malek        |
| 25.06.  | Rom                                       | María Teresa Torró Flor   | Marie-Ève elletier Laura Thorpe          |
| 25.06.  | Ystad                                     | Carina Witthöft           | Magda Linette Katarzyna Piter            |
| 25.06.  | Balș                                      | Patricia Maria Țig        | Laura-Ioana Andrei Raluca Elena Platon   |
| 25.06.  | Buffalo                                   | Jamie Loeb                | Nika Kuchartschuk Jamie Loeb             |
| 25.06.  | Izmir                                     | Yuliya Kalabina           | Ana Bogdan Teodora Mirčić                |
| 25.06.  | Melilla                                   | Rocío de la Torre Sánchez | Tatiana Búa Melina Ferrero               |
| 25.06.  | Prokuplje                                 | Ana Savić                 | Lina Gjorcheska Dalia Zafirova           |
| 25.06.  | Breda                                     | Angelique van der Meet    | Ysaline Bonaventure Isabella Schinikowa  |
| 25.06.  | Scharm asch-Schaich                       | Zalina Khairudinova       | Polina Monowa Jekaterina Jaschina        |
| 25.06.  | Pattaya                                   | Anna Tyulpa               | Tyra Calderwood Dianne Hollands          |